# 가린
가린(본명: 민가린, 2002년 1월 5일~)은 대한민국의 가수로 걸 그룹 앨리스의 멤버였다.

## 학력
- 서울대도초등학교 (졸업)
- 언주중학교 (졸업)
- 서울공연예술고등학교 연극영화학과 (졸업)
- 동덕여자대학교 방송연예학과 20학번 (재학)

## 출연작

### 드라마
- 《학교기담 - 오지 않는 아이》 (TV조선, 2020) - 지윤미 역

### TV 프로그램
- 《K팝스타 6》 (SBS, 2016 ~ 2017) - 참가자
- 《놀자GO》 (EBS, 2017)

### 뮤직 비디오
- 로미오 - 《니가 없는데》(2017)
- 예성 - 《봄날의 소나기》(2017)

## 사진

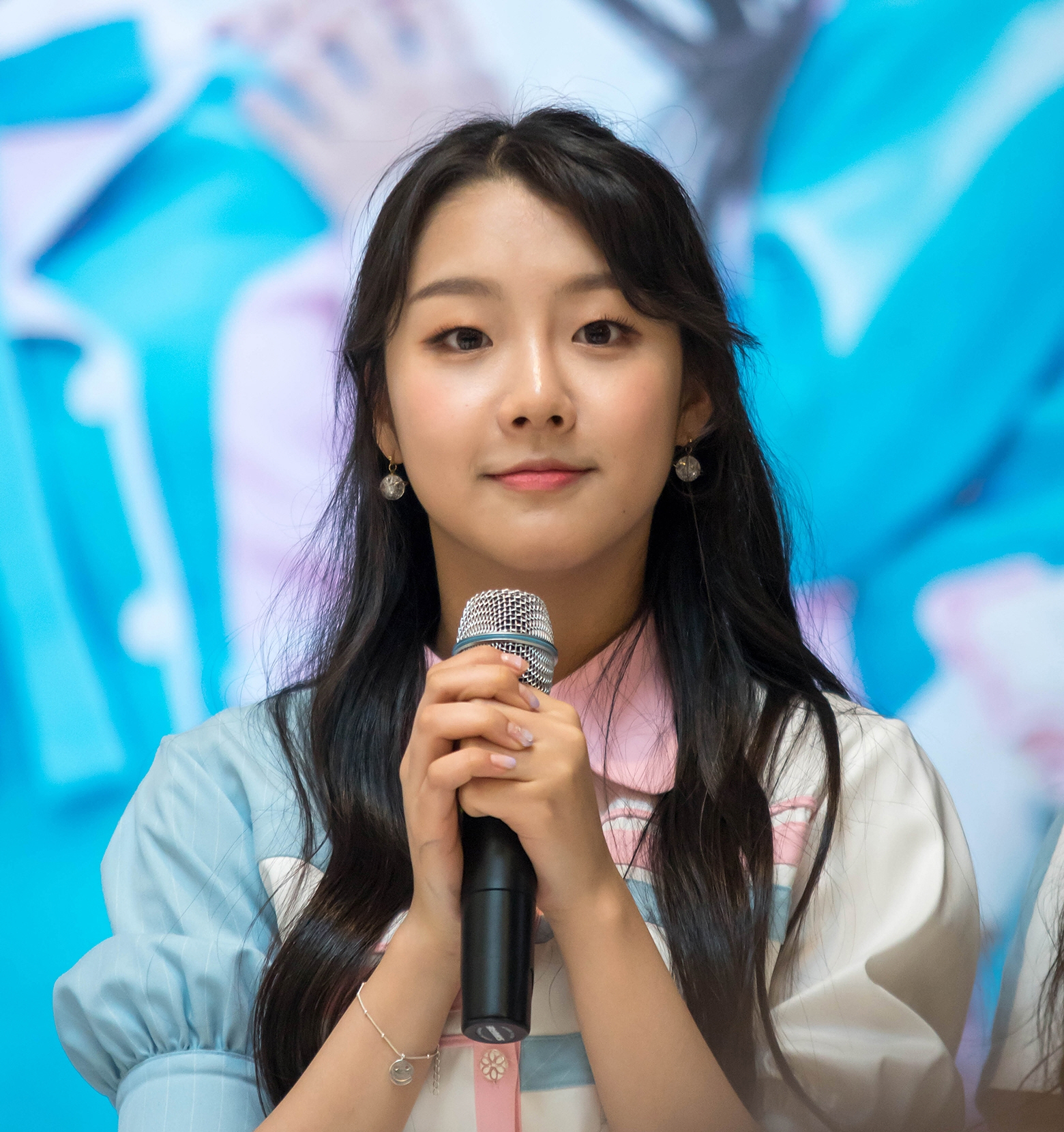
2017년 당시
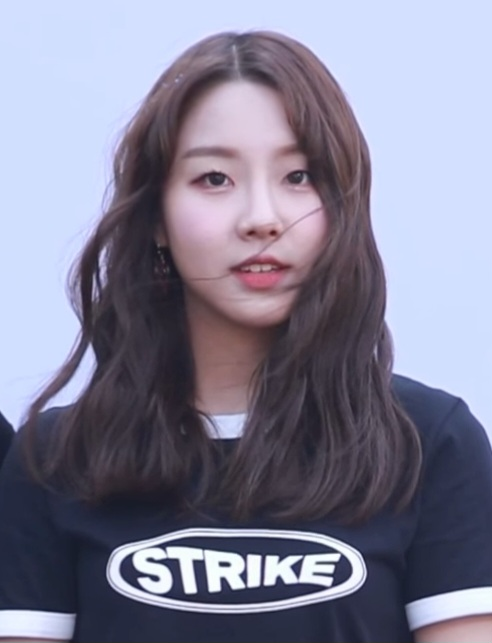
2018년 당시